# سكوت ويلسون
سكوت ويلسون (بالإنجليزية: Scott Wilson)‏، مواليد 29 مارس 1942 في أتلانتا، جورجيا، الولايات المتحدة، هو ممثل أمريكي بدأ مسيرته الفنية عام 1967. عُرف بدوره كهرشل غرين في مسلسل الموتى السائرون.

## الأعمال
- 1967: في دفء الليل (فيلم)
- 1974: غاتسبي العظيم (فيلم 1974)
- 1983: الرجال الحقيقيون (فيلم)
- 1995: القاضي دريد
- 1995: الميت الذي يمشي (فيلم)
- 2001: بيرل هاربر (فيلم)
- 2003: الوحش (فيلم أمريكي)
- 2003: الساموراي الأخير (فيلم)
- 2000: الملفات الغامضة
- 2001-2006: سي اس آي:التحقيق في موقع الجريمة
- 2011–2014: الموتى السائرون (الدور: هرشل غرين)

## الترشيحات والجوائز
| السنة | الحدث                    | الفئة                | النتيجة |
| ----- | ------------------------ | -------------------- | ------- |
| 1998  | مهرجان فلوريدا السينمائي | جائزة الإنجاز الخاصة | فوز     |
| 2007  | جائزة نقابة ممثلي الشاشة |                      | فوز     |

## وصلات خارجية
- سكوت ويلسون على موقع IMDb (الإنجليزية)
- سكوت ويلسون على موقع روتن توميتوز (الإنجليزية)
- سكوت ويلسون على موقع ألو سيني (الفرنسية)
- سكوت ويلسون على موقع أول موفي (الإنجليزية)
- سكوت ويلسون على موقع أول موفي (الإنجليزية)
- سكوت ويلسون على موقع قاعدة بيانات الأفلام السويدية (السويدية)
- سكوت ويلسون على موقع إن إن دي بي (الإنجليزية)
- سكوت ويلسون على موقع قاعدة بيانات الفيلم (الإنجليزية)
- سكوت ويلسون على موقع كينوبويسك (الروسية)